# École supérieure de physique et de chimie industrielles de la ville de Paris
Ne doit pas être confondu avec École supérieure de conception et de production industrielles.
L’École supérieure de physique et de chimie industrielles de la ville de Paris, ou ESPCI Paris, est l'une des 204 écoles d'ingénieurs françaises accréditées au 1er septembre 2020 à délivrer un diplôme d'ingénieur. Elle est, avec l'École des ingénieurs de la Ville de Paris, l'une des deux écoles d'ingénieurs de la ville de Paris.
Fondée en 1882 par le Conseil de Paris, elle est située au 10, rue Vauquelin, sur la montagne Sainte-Geneviève du Quartier latin dans le cinquième arrondissement de Paris. La formation dispensée en quatre ans est essentiellement scientifique généraliste. Les débouchés de cette école sont principalement dans la recherche et développement, mais aussi dans d'autres fonctions techniques et de management. Associée en 1991 à neuf autres écoles d'ingénieurs de la région dans un groupement qui s'appellera ParisTech, l'ESPCI ParisTech devient ESPCI Paris en juin 2016 et change d'identité visuelle pour se rapprocher de sa tutelle de la Ville de Paris, tout en restant membre fondateur de ParisTech.
L'école abrite également plusieurs laboratoire de recherche, dont deux (l'Institut Langevin et l'Institut Pierre-Gilles de Gennes) sont lauréats d'Équipex (équipement d'excellence) et quatre (Institut Langevin (WIFI), laboratoire Plasticité du cerveau (MemoLife), Laboratoire de mécanique des fluides et du solide (LaSIPS), Laboratoire de microfluidique (IPGG)) sont lauréats de Labex (laboratoire d'excellence).
L'école est membre fondateur de ParisTech, de la Fondation Pierre-Gilles de Gennes pour la recherche et est l'un des « établissements-composantes » de l'Université PSL,. Elle est également membre de la Fédération Gay-Lussac et est engagée dans les pôles de compétitivité Medicen, Advancity et System@tic.
En travaux depuis plusieurs années, sa rénovation pourrait être achevée en 2028.
Les promotions y sont nommées par ordre croissant depuis la création de l’école. En septembre 2024, on a ainsi vu l’entrée à l’école de la 143e promotion.

## Histoire

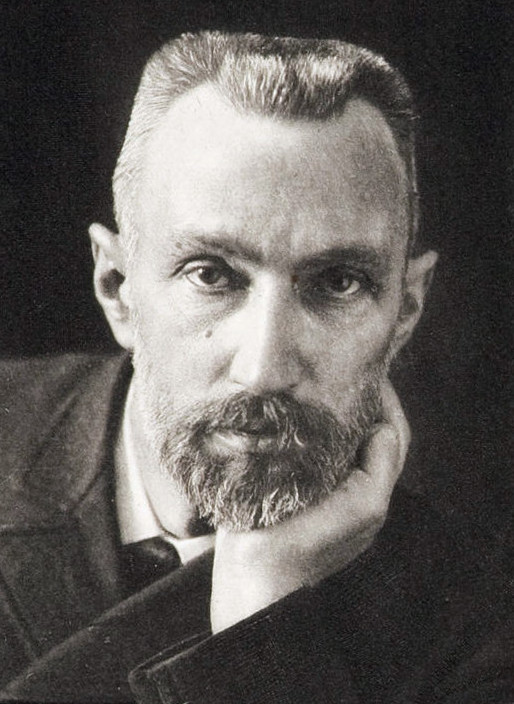
Pierre Curie, professeur de l'École (1882-1906).

L'école a été fondée en 1882, sous l'égide de la ville de Paris, pour former des ingénieurs physiciens et chimistes.
Les bâtiments sont dus aux architectes Charles Heubès, François-Albert Allain puis Gaston Lefol.
L'histoire de l'école est marquée par les découvertes de ses sept prix Nobel : Pierre Curie (1903, physique) et Marie Curie (1903, physique ; 1911, chimie) pour la radioactivité, Irène Joliot-Curie (1935, chimie) et Frédéric Joliot-Curie (1935, chimie) pour la radioactivité artificielle, Pierre-Gilles de Gennes (1991, physique) pour ses travaux sur les cristaux liquides et les polymères et Georges Charpak (1992, physique) pour la chambre à fils.
La bibliothèque conserve les fonds du centre de ressources historiques constitués à partir de documents anciens et de photographies en rapport avec l'histoire de l'école.

## Directeurs
- Paul Schützenberger (1882-1896)
- Charles Lauth (1897-1904)
- Albin Haller (1905-1924)
- Paul Langevin (1925-1946)
- René Lucas (1947-1968)
- Georges Champetier (1969-1975)

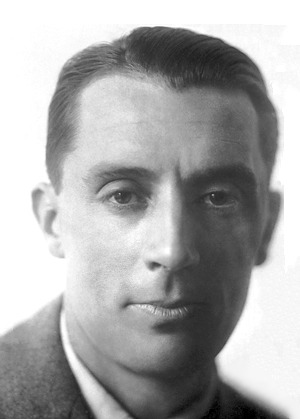
Frédéric Joliot, ingénieur de la 39°.

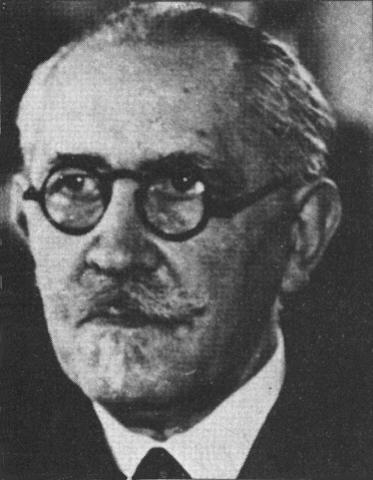
Paul Langevin, ancien élève de Pierre Curie et directeur de l'École (1925-1946).

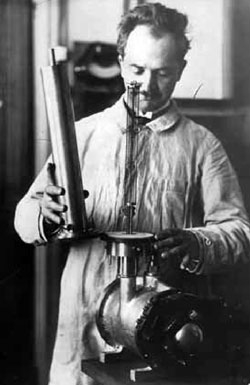
Fernand Holweck, ingénieur de la 26°.

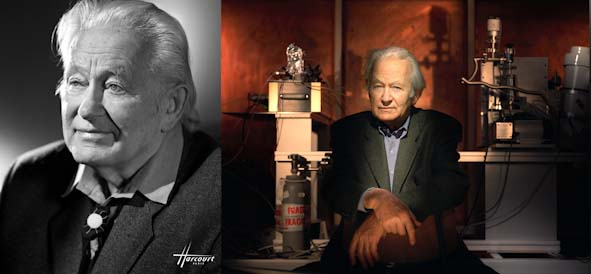
Georges Charpak, professeur de l'école, par le Studio Harcourt.

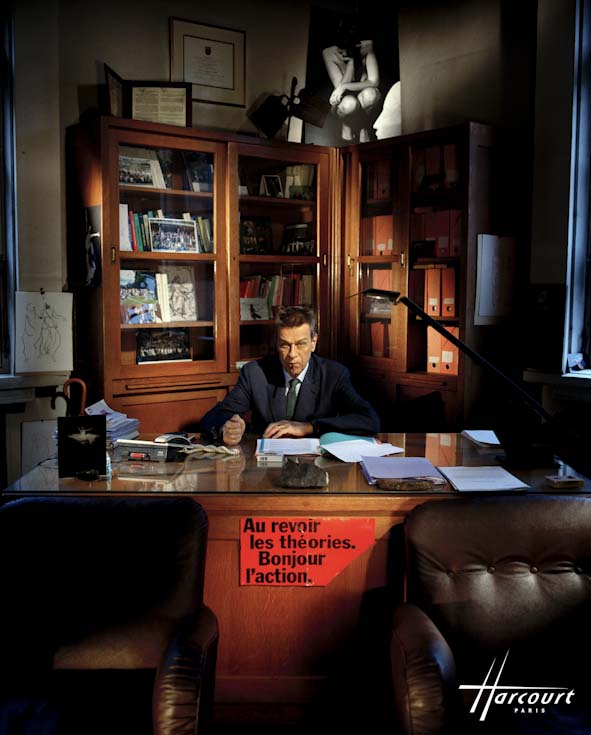
Pierre-Gilles de Gennes, directeur de l'école (1976-2003), par le Studio Harcourt.

- Pierre-Gilles de Gennes (1976-2003)
- Jacques Prost (2003-2013)
- Jean-François Joanny (2014-2018)
- Vincent Croquette depuis le 1er janvier 2019

## Enseignement

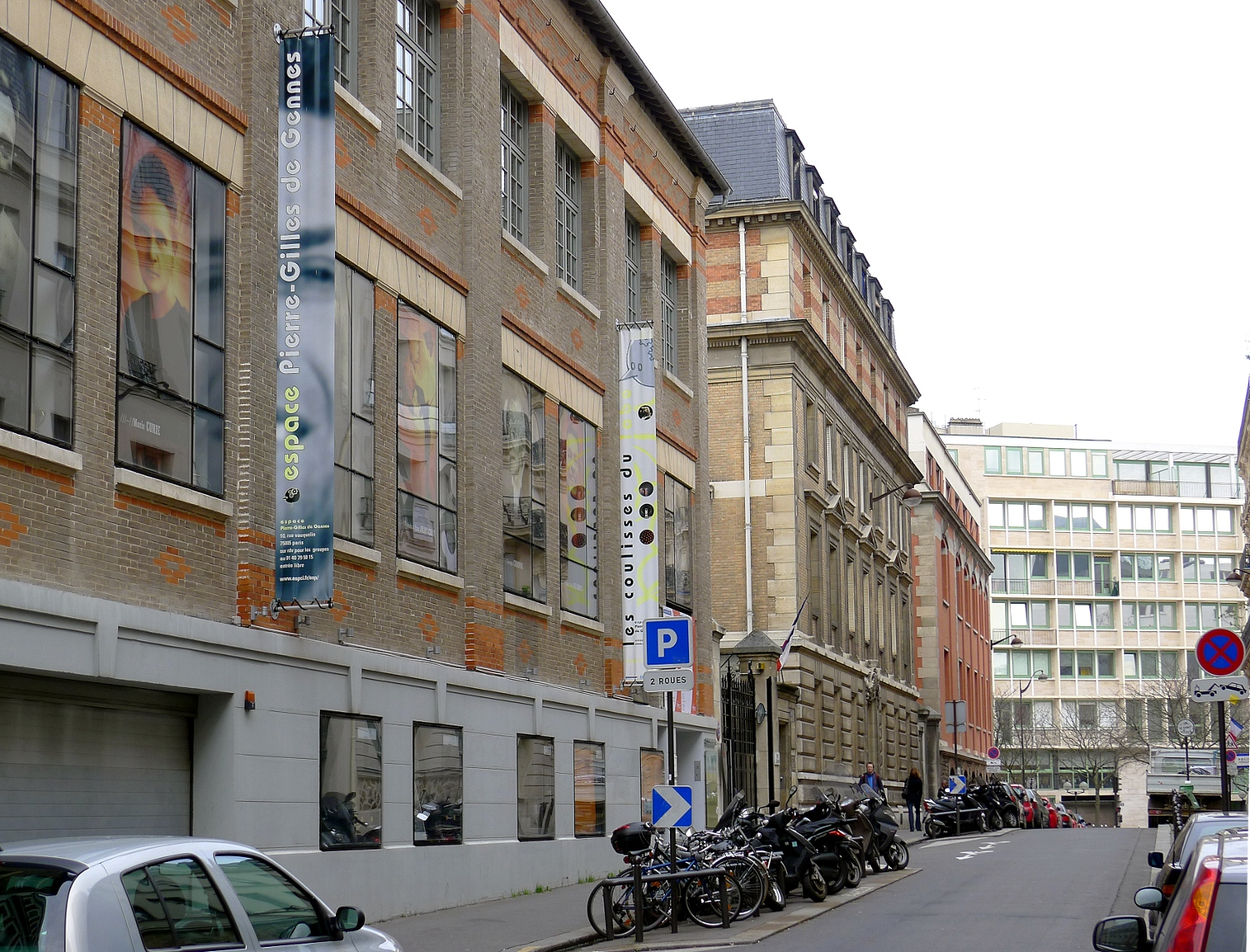
Entrée de l'école rue Vauquelin.

L'école forme chaque année une promotion de 90 élèves-ingénieurs (40 % de femmes) pendant trois années, après les classes préparatoires aux grandes écoles. À l'issue de la troisième année dans l'école, la majorité des ingénieurs poursuivent par une quatrième année d'étude.
Elle recrute principalement en classes préparatoires PC (physique-chimie) sur le concours commun depuis 2011 avec l'École Polytechnique et les écoles normales supérieures, mais avec des coefficients différents, donnant la primauté aux épreuves de physique et de chimie. Outre ce concours, l'école recrute également à travers 6 filières parallèles : classes préparatoires BCPST (concours), classes préparatoires MP (sur dossier et épreuves orales), classes préparatoires PSI (sur dossier et épreuves orales), filière universitaire L2 et L3 (sur titre et épreuves orales), classes préparatoires intégrées de la Fédération Gay-Lussac (sur dossier) et recrutement mutualisé au sein de ParisTech d'étudiants étrangers.
La formation est dispensée en quatre ans :
- Les deux premières années, les matières enseignées sont la physique (optique, électromagnétisme, ondes et acoustique, physique quantique, théorique et statistique, mécanique des fluides et des solides, etc.) et la chimie (chimie analytique, chimie organique et inorganique, matière molle, chimie des polymères etc.) ainsi que la biologie (biochimie, biologie cellulaire, neurobiologie et physiologie).
- En troisième année, les étudiants choisissent une matière dominante : physique, physico-chimie, chimie ou biotechnologies.
- La quatrième année est une année d'application permettant d'effectuer un master ou un mastère en France et à l'étranger (Imperial College, ETH Zurich, MIT, Université de Cambridge) ou de compléter sa formation dans une école partenaire (HEC, IEP Paris, Mines ParisTech, IFP school, Supoptique) ou à la faculté de médecine. L'école a développé un partenariat de recherche[19] et d'échange d'étudiants avec l'Université Doshisha de Kyoto au Japon et l'université de Pékin et l'université Tsinghua en Chine.

### Pluridisciplinarité
L'école a une tradition d'enseignement généraliste scientifique en physique et en chimie depuis sa création, ainsi qu'en biologie depuis son introduction au cursus par Pierre-Gilles de Gennes en 1994.

### Pédagogie
L'école accorde une grande importance au travail expérimental. Les élèves passent une quinzaine d'heures par semaine, soit la moitié de leur scolarité, dans les laboratoires de l'école. Les élèves ont également plusieurs heures de préceptorat par semaine tout au long de leur scolarité. Le préceptorat, inspiré du tutorat anglais, est un travail de réflexion et d'approfondissement par groupe de quatre élèves avec un chercheur de l'école en complément des cours magistraux.

### Stages
Les élèves effectuent un stage industriel de six mois en début de troisième année. Ils mènent également un projet de recherche de trois mois dans des laboratoires en France ou à l'étranger en fin de troisième année.

### Chaires annuelles de recherche
Les chaires Joliot-Curie, Paris Sciences ou les chaires industrielles financées par Saint-Gobain, Total et Michelin permettent à des chercheurs renommés de travailler dans des laboratoires de l'École durant une année. En 2010, les professeurs David A. Weitz (en) de l'Université Harvard, Paul Chaikin de l'Université de New York sont ainsi titulaires de la chaire Joliot Curie, Daan Frenkel (en) de l'université de Cambridge de la chaire Paris Sciences, le chimiste Krzysztof Matyjaszewski (prix Wolf 2011) de la chaire Michelin.

## Classements
Classements nationaux (classée en tant qu'ESPCI Paris - PSL au titre de son diplôme d'ingénieur)
| Nom                | Année | Rang                 |
| ------------------ | ----- | -------------------- |
| DAUR Rankings      | 2024  | 3                    |
| L’Étudiant         | 2025  | 15                   |
| L’Usine Nouvelle   | 2025  | 3 (1er en recherche) |
| Le Figaro Étudiant | 2025  | 9                    |

Classements internationaux (classée en tant qu'Université PSL)
| Nom                    | Année | Rang (monde) | Rang (France) |
| ---------------------- | ----- | ------------ | ------------- |
| CWUR                   | 2025  | 24           | 1             |
| QS Top Universities    | 2024  | 26           | 1             |
| Shanghai Ranking       | 2024  | 33           | 2             |
| Times Higher Education | 2025  | 42           | 1             |

## Affiliations

### Liens avec PSL
L'ESPCI est l'un des neuf « établissements-composantes » de l'Université PSL.
- L'ESPCI a participé à l'émergence du concept « PSL-QL »[31] (Paris Sciences et Lettres - Quartier Latin) dès 2010, en particulier à travers l'action pionnière de son directeur scientifique honoraire, Jacques Lewiner.
- L'ESPCI est membre fondateur du Pôle de recherche et d'enseignement supérieur (PRES) Paris Sciences et Lettres - Quartier latin (PSL) depuis la création de ce dernier en juillet 2010.
- L'ESPCI accueille une partie des cours de la filière Sciences du cycle pluridisciplinaire d'études supérieures (CPES) de Paris Sciences et Lettres.
- PSL offre la possibilité aux étudiants de varier leur cursus au sein des différents « établissements-composantes ». En particulier une semaine d'échange des enseignements entre écoles de PSL est organisée deux fois par an depuis 2014[32], l'ESPCI proposant des cours de biologie, de biomimétisme ou d'histoire des sciences, ce dernier enseignement étant organisé par Emanuel Bertrand[33].

### Liens avec ParisTech
L'ESPCI a participé à l'émergence du concept « ParisTech » (Institut des Sciences et Technologies de Paris) dès 1991, en particulier à travers l'action pionnière de son directeur scientifique de l'époque, Jacques Lewiner. L'ESPCI a d'abord été membre de l'association ParisTech, puis membre fondateur du Pôle de recherche et d'enseignement supérieur ParisTech depuis la création de ce dernier en mars 2007. Entre 2008 et 2016, elle a modifié son propre nom de marque pour adopter « ESPCI ParisTech », ainsi que son logo.

### Liens avec IDEA League
- Quelques élèves-ingénieurs de l'ESPCI ParisTech effectuent, lors de leur quatrième année, un master ou une formation diplômante dans l'une des autres institutions d'IDEA League[36] :
  - MRes in Bioimaging Sciences à l'Imperial College London ;
  - MRes in Crop Protection and Disease Management à l'Imperial College London ;
  - MSc in Optics & Photonics à l'Imperial College London ;
  - MSc in Petroleum Engineering à l'Imperial College London ;
  - MSc in Analogue and Digital Integrated Circuit Design à l'Imperial College London ;
  - MSc in Management, Technology and Economics à l'ETH Zurich.
- La présidente du conseil scientifique international de l'ESPCI ParisTech est Julia S. Higgins, Professor of Polymer Science and Senior Research Investigator, Chemical Engineering and Chemical Technology Department, and Former Principal of the Faculty of Engineering (Imperial College London).

## Recherche
L'école accueille de nombreux laboratoires regroupés en unité mixte de recherche.
Les scientifiques de l'ESPCI Paris déposent en moyenne un brevet par semaine et publient un article par jour dans les meilleures revues scientifiques à comité de lecture. Par ailleurs, il s'agit de l'école d'ingénieurs française qui dépose le plus de brevets.

## Personnalités liées

### Professeurs
- Hervé Arribart[40], professeur associé (enseigne les problématiques de l'énergie et du développement durable), directeur scientifique de Saint-Gobain, membre de l'Académie des technologies
- Emanuel Bertrand[41], maître de conférences, enseigne les mathématiques et la physico-chimie de 2001 à 2014, et l'histoire des sciences et des technologies en société depuis 2010, aux élèves de 2e année[42]
- Jérôme Bibette[43], professeur (enseigne la physicochimie des colloïdes), directeur du laboratoire LCMD, médaille d'argent du CNRS (2000), fondateur de RainDance Technologies, d'Ademtech et de Capsum
- Claude Boccara[44], professeur (enseigne l'optique, directeur du laboratoire d'optique physique), directeur scientifique honoraire, prix Félix Robin de la Société française de physique (2006) et Léon Brillouin de la Société française d'optique (2009), fondateur de LLTech
- Ulrich Bockelmann[45], professeur associé (enseigne la biophysique), directeur du laboratoire de nanobiophysique
- Jean-Philippe Bouchaud[46], professeur associé (enseigne la thermodynamique statistique), président-directeur général de Capital Fund Management, médaille d'argent du CNRS (1995)
- Bernard Calvino[47], professeur (enseigne la neurophysiologie), directeur du mastère spécialisé de bio-ingénierie
- Rémi Carminati, professeur (enseigne l'optique physique), directeur adjoint de l'Institut Langevin, prix Fabry-de-Gramont de la Société française d’optique (2006)
- Janine Cossy[48], professeur (enseigne la chimie organique), directrice du laboratoire de chimie organique, médaille d'argent du CNRS (1996), prix Jungfleish de l’Académie des sciences (1996) et Grand Prix Achille Le Bel de la Société française de chimie (2009), fondatrice d'Acanthe Biotech et de CDP Innovation
- Vincent Croquette[49], professeur (enseigne le traitement du signal), directeur de recherche à l'ENS Ulm, prix IBM (1990), prix spécial de la Société française de physique (2000), fondateur de PicoTwist
- Gérard Dreyfus[50], professeur (enseigne l'électronique, l'automatique, l'apprentissage artificiel et les réseaux de neurones), directeur du laboratoire d'électronique, fondateur et président du Chapitre Français de la Computer Intelligence Society de l'IEEE, cofondateur de Netral S.A.
- Mathias Fink[51], professeur (enseigne l'acoustique), professeur au Collège de France, médaille d'argent du CNRS (1998), médaille de l'innovation du CNRS (2011), membre de l'Académie des sciences, fondateur de Sensitive Object, SuperSonic Imagine, Echosens et Time Reversal Com.
- Andrew Griffiths, professeur (enseigne la biochimie), fondateur de RainDance Technologies.
- Jérôme Lesueur[52], professeur (enseigne la physique quantique), directeur du laboratoire Photons et matière
- Jacques Lewiner[53], professeur (enseigne la physique du solide), directeur scientifique honoraire, membre de l'Académie des technologies, fondateur d'Inventel, de Roowin, de Cynove et de Finsécur
- Élie Raphaël[54], professeur associé (enseigne les mathématiques), directeur du laboratoire Gulliver, médaille de bronze du CNRS (1992)
- Dimitri Roditchev[55], professeur associé (enseigne la physique du solide), prix Louis Ancel de la SFP (2003)
- Jean Rossier[56], professeur (enseigne la biologie), prix Lacaze de l'Académie des sciences, grand prix Claude-Bernard de la Ville de Paris, lauréat du Mentoring in Science Award 2011 de Nature, membre de l'Académie des sciences, fondateur de Genescore
- Patrick Tabeling[57], professeur (enseigne la microfluidique), président du réseau microfluidique, lauréat d'Equipex avec l'Institut Pierre Gilles de Gennes
- Henri Van Damme, professeur (enseigne la physique de la matière divisée, de la matière molle et des interfaces), directeur scientifique du Laboratoire central des ponts et chaussées, lauréat d'Equipex avec le LCPC
- Élisabeth Bouchaud, prix Louis Ancel de la SFP (2005), médaille Onsager (2010), directrice adjointe du Triangle de la physique
- Bernard Cabane[58], directeur de recherche, membre de l'Académie des sciences
- Marc Fermigier[59], professeur et directeur des études, prix Daniel-Guinier de la Société française de physique
- Étienne Guyon[60], professeur émérite au laboratoire d'hydrodynamique, prix Jean-Ricard (1982), ancien directeur de l'École normale supérieure et du Palais de la découverte
- Jorge Kurchan[61], directeur de recherche du laboratoire d'hydrodynamique, prix Paul-Langevin de la SFP (2002), prix Servant de l'Académie des sciences (2005), codirecteur de l'Institut Henri-Poincaré[62]
- Ludwik Leibler, professeur et directeur du laboratoire Matière molle et chimie, médaille d'argent du CNRS (1989), membre de la National Academy of Sciences
- François Lequeux[63], directeur de recherche et directeur scientifique de l'ESPCI Paris, prix Louis-Ancel de la Société française de physique (2002), médaille de bronze du CNRS
- Philippe Monod, directeur de recherche émérite du laboratoire photon et matière, prix Holweck (2005) de la Société française de physique
- Pierre Papon[64], professeur émérite au laboratoire de physique thermique, ancien directeur général du CNRS et de l'IFREMER
- David Quéré[65], directeur de recherche du laboratoire d'hydrodynamique, prix Roberval (2007)
- Mickaël Tanter directeur de recherche Inserm à l'Institut Langevin, lauréat du prix Brillouin, du Prix Yves Rocard (2011) de la Société française de physique, du grand prix Jean Hamburger de la ville de Paris (2011) et d'Equipex avec l'Institut Langevin

## L'ESPGG

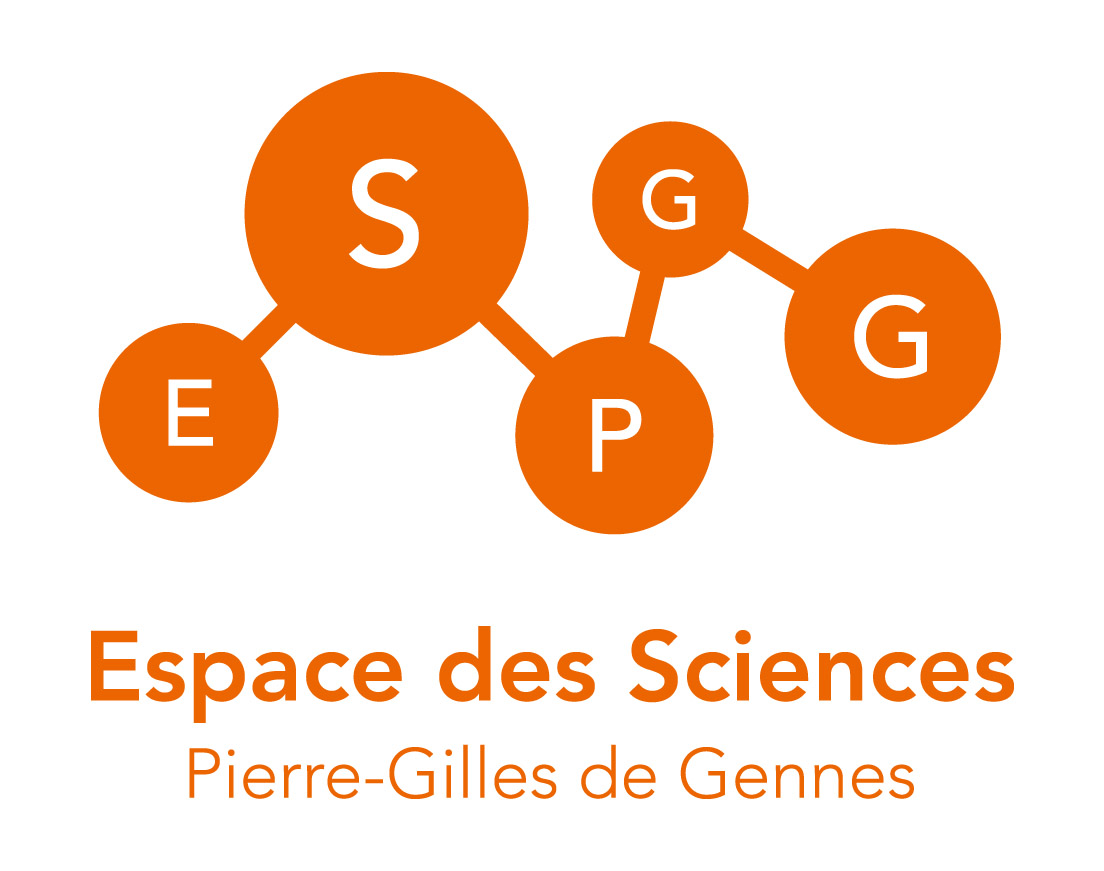
Logo de l'Espace des Sciences Pierre-Gilles de Gennes.

Passerelle entre la cité et le monde scientifique imaginée en 1994 par Pierre-Gilles de Gennes, l'Espace des Sciences, rebaptisé « ESPGG » (Espace des Sciences Pierre-Gilles-de-Gennes) en juin 2007, est le centre de culture scientifique de l'ESPCI Paris. Entre espace d'animation grand public et laboratoire d’innovation pour la médiation scientifique, l'ESPGG se situe à l'interface entre science, culture, art et société. Il constitue un lieu ouvert pour favoriser les échanges, les rencontres et les réflexions communes entre chercheurs, enseignants, journalistes, artistes, narrateurs, curieux des sciences et des cultures.
Les objectifs de l'ESPGG consistent essentiellement en la valorisation du patrimoine historique et des recherches menées à l'ESPCI Paris, ainsi qu'en leur mise en perspective du point de vue des relations science-technologie-société.
Son action s'étend dès lors selon plusieurs dimensions, dont :
- des expositions temporaires et permanentes (parmi lesquelles des instruments originaux de Pierre et Marie Curie) ;
- des animations scientifiques pour publics familiaux et scolaires ;
- des conférences grand public avec des expériences ;
- des séminaires sur la communication des sciences et la pédagogie ;
- des événements, soirées, rencontres entre art, science et culture ;
- des activités d'accompagnement de l’enseignement des sciences dans la dynamique de La main à la pâte.

L'ESPGG facilite la réflexion sur les rapports science-société par les collaborations qu'elle mène avec des artistes d’horizons divers, et notamment issus de L'Ecole nationale supérieure des arts décoratifs (Ensad), considérant en effet que lorsque l’art se fait questionnement sur le monde et qu’il s’adresse à la science et à la technologie, il suscite auprès des scientifiques des interrogations et une réflexivité intéressantes à exposer.
Au-delà du grand public, l'ESPGG s'adresse également aux usagers que sont les professionnels concernés par la communication des sciences, les controverses scientifiques et les relations science-technologie-société. Chercheurs, industriels, journalistes, enseignants, étudiants sont invités à s’y former, valoriser leurs travaux, nouer de nouvelles collaborations, rencontrer le public et tester leurs idées d’avenir à la manière des nouveaux living labs, ou simplement visiter ses installations numériques, interactives ou historiques.
Depuis 2011, l'ESPGG est animé par le groupe Traces avec le concours de l’association Les Atomes Crochus.

## Publications des cours de l'école
La plupart des cours des professeurs de l'ESPCI sont publiés. Les professeurs et chercheurs participent également à des publications pour le grand public.

### Cours de l'école dans la collection «Échelles» des éditions Belin
L'école est proche de la collection « Échelles » des éditions Belin, parrainée par Pierre-Gilles de Gennes et dirigée par Michel Lagües, professeur à l'ESPCI. Cette collection présente de façon simple des questions réputées complexes et s'adresse aux étudiants de second et troisième cycles, comme au chercheur ou à l'ingénieur.
- Gouttes, bulles, perles et ondes, P-G. de Gennes, F. Brochard-Wyart, D. Quéré, 2002  (ISBN 2701140552)
- Introduction à la microfluidique, P. Tabeling, 2003  (ISBN 2701135001)
- Liquides. Solutions, dispersions, émulsions, gels, B. Cabane, S. Hénon, 2003  (ISBN 2701130255)
- Invariances d'échelle. Des changements d'états à la turbulence, M. Lagües, A. Lesne, 2003  (ISBN 2701131758)
- De la macromolécule au matériau polymère, J-L. Halary, F. Lauprêtre, 2004  (ISBN 2701134226)
- Les nouvelles microscopies - Découverte du nanomonde, L. Aigouy, Y. De Wilde, C. Frétigny, 2006  (ISBN 2701136482)
- Mécanique des matériaux polymères, J-L. Halary, F. Lauprêtre, L.Monnerie, 2008  (ISBN 2701145910)

### Cours de l'école dans d'autres collections
- Automatique Appliquée, E. Dieulesaint, D. Royer (Masson, 1990)  (ISBN 2225821984)
- Thermodynamique des états de la matière, P. Papon (éditions Hermann, 1990)
- Hydrodynamique physique, E. Guyon, J-P. Hulin, L. Petit (Savoirs Actuels, 1991)  (ISBN 2868835023)
- The Physics of Liquid Crystals, P-G de Gennes, J. Prost (Clarendon, 1993)  (ISBN 0198517858)
- Probabilités. Distributions. Fonctions analytiques. Intégration. N. Boccara (Ellipses, 1995, 1996 et 1997)  (ISBN 2729845135)
- La juste argile, J. Prost, P-G de Gennes, H. Van Damme, L. Monnerie, M. Daoud, C. Williams (EDP, 1995)  (ISBN 2868832571)
- Exploration de la matière, E. Guyon, C. Bettencourt, J-C Deroche (De Boeck, 1995)  (ISBN 2804119866)
- Ondes électromagnétiques, relativité, J. Bok (Hermann Science, 1997)  (ISBN 2705661166)
- Granites et fumées. Un peu d'ordre dans le mélange, E. Guyon, J-P. Hulin (Odile Jacob, 1997)  (ISBN 2738105270)
- Ondes élastiques dans les solides, D. Royer, E. Dieulesaint (Masson, 1999)  (ISBN 222585422X)
- Sables, poudres et grains. Introduction à la physique des matériaux granulaires, J. Duran (Eyrolles Sciences, 1999)  (ISBN 2212058314)
- Hydrodynamique physique, Problèmes, M. Fermigier (Dunod, 1999)  (ISBN 2100039385)
- Propriétés et applications des céramiques, P. Boch (Hermes, 2000)  (ISBN 2746201925)
- Physique des transitions de phases, P. Papon (Dunod, 2002)  (ISBN 2100065513)
- Introduction à la physiologie, B. Calvino (Belin, 2003)  (ISBN 2701130794)
- Structure électronique des molécules, Y. Jean, F. Volatron (Dunod, 2003)  (ISBN 2100079204)
- Theory of Financial Risk and Derivate Pricing, J-P Bouchaud, M. Potters (Cambridge University Press, 2003)  (ISBN 0521819164)
- Réseaux de neurones, G. Dreyfus (Eyrolles, 2004)  (ISBN 2212110197)
- Emulsion Science : Basic Principle, F. Léal-Calderon, V. Schmidtt, J. Bibette (Springer, 2007)  (ISBN 0387396829)
- Renversement du temps, ondes et innovation, M. Fink (Fayard, 2009)  (ISBN 9782213644134)
- De Gennes' Impact in Science, J. Bok, J.Prost, F. Brochard-Wyart, (Imperial College Press, 2009)  (ISBN 9814280631)
- Les milieux granulaires : entre fluide et solide, O. Pouliquen, Y. Forterre, B. Andreotti (Savoirs Actuels, 2011)  (ISBN 9782759800971)
- Polymer Materials:Macroscopic Properties and Molecular Interpretations, J L. Halary, F. Lauprêtre, L. Monnerie (Wiley, 2011)  (ISBN 978-0-470-61619-2)

### Publications scientifiques pour le grand public
- Les objets fragiles, P.G. de Gennes, J.Badoz (Plon, 1994)  (ISBN 2259003117)
- Du sac de billes au tas de sable, E. Guyon, J-P Troadec (Odile Jacob, 1994)  (ISBN 2738102670)
- L'eau au quotidien, M. Lagües (Odile Jacob, 2001)  (ISBN 2738108865)
- La Matière dans tous ses états P. Papon (éditions Fayard, 2001)
- Petit Point, P.G. de Gennes (Le Pommier, 2002)  (ISBN 2746501112)
- Sables émouvants, J. Duran (Belin, 2003)  (ISBN 2701135265)
- Qu’est-ce qu’une goutte d’eau ?, D.Quéré (Le Pommier, 2003)  (ISBN 274650118X)
- Apprivoiser la douleur, B. Calvino (Le Pommier, 2004)  (ISBN 2746501791)
- Le Temps des ruptures, P. Papon (Fayard, 2004)  (ISBN 2213621128)
- Ce que disent les fluides, E. Guyon, J-P. Hulin, L. Petit (Belin, 2005)  (ISBN 2701135575)
- Passion chercheur, J. Duran (Belin, 2005)  (ISBN 2-7011-4183-4) (BNF 40077264)
- Qu'est-ce qu'un neurone ? B. Calvino (Le Pommier, 2006)  (ISBN 2746502801)
- L'Énergie à l'heure des choix, P. Papon (Belin, 2007)  (ISBN 2701144434)
- Dessine-moi un scientifique, M-O La Fosse Marin, M. Lagües (Belin, 2007)  (ISBN 270114597X)
- Demain la physique, A. Aspect, R. Balian, G. Bastard, J.P. Bouchaud, B. Cabane, F. Combes, T. Encrenaz, S. Fauve, A. Fert, M. Fink, A. Georges, J.F. Joanny, D. Kaplan, D. Le Bihan, P. Léna, H. Le Treut, J-P Poirier, J. Prost et J.L. Puget (Odile Jacob, 2009)  (ISBN 9782738123053)
- Matière et matériaux. De quoi est fait le monde ?[70], E. Guyon (Belin, 2010)  (ISBN 9782701151823)
- Vivre mieux avec la science, Marcel Bohy, Yves Quéré (Hermann, 2010)  (ISBN 9782705670719)

## Vie de l'école

### Associations
Ll'ESPCI comptabilise 6 associations étudiantes : le Bureau des élèves (BDE), le Bureau des sports (BDS), le Bureau des Arts (BDA), le foyer de PC, EPICS (Exposition Publique d'Inventions et Créations Scientifiques) et le Langevinium.
Le BDE, le BDA et le Foyer de PC changent de nom annuellement : 
| Année | Promotion | Bureau des élèves | Bureau des Arts | Foyer de PC     |
| ----- | --------- | ----------------- | --------------- | --------------- |
| 2025  | 143       | La Roulette       |                 | La Meute        |
| 2024  | 142       | La Tempête        | La Mascarade    | Le Spyritus     |
| 2023  | 141       | La Ruche          | L'Eclipse       | La Bagarre      |
| 2022  | 140       | L'Expédition      | L'Arabesque     | La Cacophonie   |
| 2021  | 139       | La Brume          | L'Albatros      | Le Fut caché    |
| 2020  | 138       | La Nébuleuse      | L'Aurore        | La Classe verte |
| 2019  | 137       | La Cavalerie      | La Rose         | Le Confinement  |
| 2018  | 136       | La Flamme         |                 | La Prohibition  |
| 2017  | 135       | L'Arche           |                 | L'Apocalypse    |
| 2016  | 134       | La Confrérie      |                 | L'Urgence       |

#### Bureau des élèves (BDE)
Association élue par l'ensemble des élèves, chargée de la gestion générale des relations avec le corps enseignant et la direction, de la vie étudiante, de l'intégration des nouveaux élèves et du bien-être de chacun. Subventionée par les alumnis, elle est aussi chargée du financement des différents clubs de l'école.

#### Association sportive (AS ESPCI)

Logo de l'AS ESPCI.

L'Association sportive de l'ESPCI organise l'animation de la vie étudiante et sportive à l'ESPCI Paris. Elle a été créée en juin 1963 et est gérée par les élèves-ingénieurs. Elle est surnommée sur le campus BDS ESPCI Paris (Bureau des Sports).
L'Association sportive de l'ESPCI, est chargeé d'organiser, de développer et de diffuser la pratique sportive dans l'école. L’AS ESPCI est composée, suivant les années, d'une équipe de 10 à 15 élèves-ingénieurs de l'École, généralement en deuxième année qui organisent les activités sportives sur le campus Vauquelin de l'ESPCI Paris. L'association est affiIiée à la Fédération Française du Sport Universitaire, ce qui lui permet de délivrer des licences sportives et de participer aux championnats universitaires.
Cette association engage les équipes de l'ESPCI à de nombreux tournois :
- Coupe de l'X, organisée par les élèves de l'École Polytechnique (anciennement Tournoi ParisTech) ;
- Tournoi Inter-Chimie, organisé chaque année par des élèves d'écoles de la Fédération Gay-Lussac ;
- TOSS, organisé par des élèves-ingénieurs de CentraleSupélec ;
- GOST, tournoi féminin organisé par des élèves-ingénieures de l'IOGS ;
- Challenge Centrale Lyon.

Chaque année, les élèves-ingénieurs organisent avec ceux de l'École Nationale Supérieure de Chimie de Paris le tournoi PC-CP, qui oppose les équipes des deux écoles.

#### Bureau des Arts (BDA)
Association chargée de l'organisation de la vie culturelle au sein de l'école. Elle coordonne les deux clubs culturels majeurs de l'école : 
- Le club Q qui  propose des accès favorisés à de multiples événements culturels de la Ville de Paris.

- Le club théatre qui coordonne la mise en place de la saison théatrale qui compte, chaque année, plusieurs pièces mises en scène par les élèves de l'école.

#### Le foyer de PC
Association composée chaque année d’une quinzaine de membres et qui s’occupe de servir des boissons et des snacks aux étudiants.

#### Exposition Publique d'Inventions et Créations Scientifiques (EPICS)
Association chargée de la vulgarisation scientifique à l'extérieur de l'école notamment par l'organisation de conférences expérimentales à l'ESPGG et à la Cité des Sciences et de l'Industrie.

### Junior-Entreprise
Fondée en 1979, Physique-Chimie Avenir (PCA) est la Junior-Entreprise de l'ESPCI Paris.

### Forum Horizon Chimie
Le Forum Horizon Chimie (FHC) est une association qui vise à organiser un forum annuel d'une journée présentant les principales industries du secteur de l'énergie et de la chimie.